# Офис управления портфелем проектов
Офис управления проектами (ОУП) или проектный офис (англ. Project Management Office — PMO) — структурное подразделение организации, контрольно-координационный орган, который определяет и развивает в организации стандарты бизнес-процессов, связанные с управлением проектами. На Западе, в отличие от проектного офиса (англ. project office), офис управления проектами (англ. project management office) является структурой, которая отвечает за управление проектами, а не отдельным проектом.
Проектный офис управляет портфелем проектов, при этом учитывается:
- специфика управления портфелем проектов;
- влияние проектов друг на друга;
- специфика в подходах к планированию ресурсов для портфеля проектов;
- управление изменениями в портфеле проектов.

Проектный офис структурирует, декомпозирует и выделяет повторяемые бизнес-процессы, имея целью в будущем повысить эффективность планирования и качество выполнения проектов. Проектный офис также документирует, консультирует и пропагандирует лучшие практики проектного менеджмента в организации.
Правильно организованный Проектный офис строит управление проектами на лучших практиках и подтверждённых отраслевыми методологиями стандартах, например PMBOK, Standard for Program Management, Standard for Portfolio Management или PRINCE2.

## Функции ОУП
Для успешной работы в рамках предприятия, ОУП с первого дня своей работы должен выполнять следующие функции:
- Содействие сокращению продолжительности циклов выполнения проектов — для реализации данной функции сотрудникам ОУП наибольшую пользу дает применение системного подхода, который должен быть нацелен на изучение и устранение ограничений, связанных с одновременным успешным выполнением множества проектов и устранением ограничений по отдельным проектам путём изменения подходов к оценке проектов;
- Содействие правильному выбору состава одновременно выполняемых проектов — эффективный ОУП создает условия для комплексного и взаимосвязанного протекания в организации процессов стратегического планирования и управления проектами, помогает руководству обеспечить сбалансированность портфеля проектов;
- Организация и поддержание информационного обеспечения руководства данными о состоянии основных портфелей предприятия — ОУП с самого начала своего существования должен стать источником ценной информации о состоянии портфелей проектов, ресурсов, активов и стратегических целей для руководителей;
- Отслеживание хода выполнения проектов и представление отчетов руководству — высокоэффективный ОУП должен иметь возможность предоставлять точную и своевременную информацию в доступной форме руководителям;
- Наставничество — квалифицированные специалисты по управлению проектами, входящие в состав ОУП должны пользоваться доверием и наладить коммуникации с исполнителями проектов на любом уровне;
- Инструменты управления — входящие в состав ОУП технические специалисты по применению средств и методов управления проектами, являются персоналом справочного бюро ОУП;
- Справочное бюро — ОУП должен иметь возможность быстро и грамотно отвечать на любые вопросы о проектах и ходе их выполнения;
- Методология — задачей эффективного ОУП является экспертиза, пропаганда и поощрение применения методов управления проектами на предприятии без принуждения.
- Корректирующие действия — ОУП должен осуществлять корректирующие действия по организации работ в масштабах всего предприятия для исключения любых оценок и измерений, служащих причинами увеличения сроков выполнения работ.
- Содействие Совету по управлению проектами — ОУП должен следить за сбалансированностью состава Совета управления проектами, в котором должны быть представлены в равной степени представители производственных и рыночных подразделений предприятия, должен создать методику установления приоритетов проектов, чтобы помочь руководству формировать портфель максимально соответствующий стратегическим целям организации. В обязанности ОУП также входит доведение до всех исполнителей решений руководства, принятых на собраниях.
- Установление приоритетов для проектов, включенных в портфель предприятия — от ОУП требуется создание единого подхода, позволяющего каждому подразделению предприятия понимать принципы ранжирования проектов по уровню важности.
- Оказание помощи в реализации проектов, вызывающих опасения — ОУП должен провести полный анализ такого проекта с целью выявления глубинных причин проблем, возникших при реализации проекта и обеспечить их решение. Задачей эффективного ОУП является предупреждение возникновения подобных ситуаций.
- Подготовка руководителей проектов — ОУП должен играть ведущую роль в создании стандартизированной, высоко квалифицированной стратегии организации в обучении и подготовке кадров руководителей и исполнителей проектов.
- Маркетинг и коммуникация — Эффективный ОУП должен уметь постоянно и осмысленно общаться со всеми потребителями его услуг;
- Архивы — ОУП должен обеспечить хранение архива всех проектов организации в одном месте.

## Основные подходы к формированию ОУП
В настоящее время существует два подхода к формированию ОУП. Первый из них — «Политика сдерживания затрат» (Cost Containment Model) — ориентирует ОУП на ограничение затрат на проекты, а второй — «Модель производительности» (Throughput Model) — на содействие организации в достижении стоящих перед нею целей.
ОУП, основанный на модели повышения производительности, вырабатывает для руководства информацию, позволяющую оценить способность организации достигнуть поставленные стратегические цели. В большинстве организаций обычно скапливается большой объем необработанных данных о состоянии выполнения проектов и другой проектной информации. Для того, чтобы эти данные представляли ценность, они должны быть соответствующим образом обработаны.
Эффективный ОУП обобщает собранные данные и доводит свои выводы и рекомендации до всех функциональных подразделений. Совет по управлению проектами на основе представленных данных о выполнении проектов проводит анализ их соответствия стратегии предприятия. Если результаты анализа устраивают Совет, то у него появляются возможности для планирования дополнительных работ. Таким образом, модель повышения производительности позволяет потратить неиспользуемые бюджетные средства на выполнение новых проектов, способных принести пользу компании без увеличения планируемых бюджетных расходов на текущий финансовый год, или просто сократить инвестиции в реализуемые проекты, обеспечив улучшение окупаемости вложенных в них средств. Модель повышения производительности подталкивает исполнителей работать по системе, основанной на спросе.
В отличие от модели повышения производительности, модель сдерживания затрат не требует от ОУП отыскания неиспользуемых средств в бюджетах проектов. Она нацеливает офис на соблюдение или перевыполнение планов расходования средств на проекты. Модель сдерживания затрат ориентирует ОУП на применение авторитарных методов при выполнении проектов. Она подталкивает исполнителей проекта работать в соответствии с принципами, характерными для так называемых «систем, основанных на предложении», принуждая их строго соблюдать план расходования средств, выделенных на проект.

## Модели построения ОУП

### Модель «ОУП-репозиторий»
ОУП, применяющий такую модель, служит хранилищем и источником информации о проектах, методах и стандартах управления проектами. Эта модель предполагает наличие на предприятии комплекса согласованных между собой методов и средств выполнения проектов, управления ими и отчетности. Эта модель включает очень слабую экономическую составляющую деятельности ОУП, которая может отсутствовать вообще, поскольку офис практически не несет ответственности за показатели работы предприятия.

### Модель «ОУП-наставник»
Эта модель является развитием модели репозитория и отражает намерения предприятия распространять среди своих функциональных служб и подразделений методологию управления проектами, в данном случае для ОУП отводится роль координирующего центра коммуникаций между ними. ОУП отвечает за документальное оформление передового опыта и активный мониторинг хода выполнения и характеристик проектов. В этой модели ОУП действует преимущественно как тренер, консультант или наставник. Он служит также источником информации о проектах, участвует в формировании технических заданий на проекты и анализе достигнутых результатов после их завершения.

### Модель «ОУП предприятия»
Реализация этой модели требует значительно больших инвестиций, и, потому ОУП, созданный на её основе, располагает четко установленными целями, задачами и правами, а также — поддержкой со стороны руководства. ОУП осуществляет управление проектными рисками в процессе инициации и выполнения проектов, играет ведущую роль в управлении многими, одновременно выполняемыми проектами, выявляя и устраняя узкие места, мешающие работам по всем проектам. В рамках этой модели ОУП занимается сбором данных, необходимых для формирования портфеля проектов предприятия и содержащих информацию обо всех важных проектах, запуск которых санкционирован руководством. ОУП сосредотачивает в своих руках всю работу по экспертизе и оценке управления проектами. В нем собраны большая часть ведущих специалистов по управлению проектами, из числа которых при необходимости назначаются руководители конкретных проектов.

### ОУП, нацеленный на немедленный результат
Эта модель работы ОУП имеет поддержку на самых высоких уровнях управления предприятием. Используемые в ней критерии оценки ОУП непосредственно связаны с оценками эффективности работы высшего руководства. ОУП должен стремиться к тому, чтобы уже через полгода после своего создания обладать возможностями для того, чтобы:
- реально влиять на процесс стратегического планирования путём надлежащего подбора состава выполняемых проектов;
- осуществлять методическое руководство проектами с целью сокращения их продолжительности и устранения рисков;
- осуществлять комплексное календарное планирование проектов и отчетность о ходе их выполнения;
- осуществлять передачу знаний, которыми располагает ОУП, исполнителям проектов;
- управлять портфелем проектов, включая проверку его соответствия целям организации и тем активам, которыми она обладает, отслеживать текущее распределение рабочих нагрузок, состояния и достигнутый прогресс в выполнении проектов, планов корректировки проектов;
- осуществлять ежемесячное планирование и прогнозирование с целью выявления имеющихся возможностей и угроз для выполнения проектов,
- располагать глобальной моделью распределения приоритетов между всеми текущими и планируемыми проектами и применять её на практике;
- готовить решения Совета по управлению проектами в отношении ранжирования проектов в портфеле и пересмотра ранее установленных приоритетов отдельных проектов;
- осуществлять обучение руководителей проектов, находящихся под пристальным контролем руководства предприятия, оказывать им наставническую и методическую помощь.

## Основные потребители услуг ОУП
Потребителями услуг ОУП можно считать практически любого сотрудника организации. Наиболее важные из них это:
- Спонсор проекта
- Команды исполнителей проекта
- Совет по управлению проектами
- Функциональные подразделения
- Руководители проектов
- Распорядители ресурсов

## Основные факторы успешной работы ОУП
Для руководителей приемлем такой ОУП, который заметно повышает вероятность достижения организацией стратегических целей. Этому требованию отвечает офис, в работе которого присутствуют следующие четыре основные составляющие:
- выбор надлежащего состава совокупности проектов, выполняемых организацией, что представляет новый подход к стратегическому планированию;
- увязка выполняемых и планируемых проектов со стратегией руководства организации;
- правильное управление портфелем проектов;
- оценка деятельности ОУП по величине реального повышения эффективности проектов относительно стратегических требований руководства.

Если хотя бы одна из перечисленных составляющих в работе ОУП отсутствует или недостаточно четко выражена, то защитникам идеи существования ОУП и руководителям проекта создания офиса сложно обосновать его бюджет и потребности в ресурсах. Если же в работе ОУП отсутствуют все четыре составляющие, то офис не может рассчитывать на долговременное существование.
Правильный выбор состава проектов, выполняемых организацией должен обеспечивать сбалансированность количества и содержания проектов, направленных на развитие её производственных возможностей, и проектов в области сбыта и маркетинга. Сбалансированность состава реализуемых проектов гарантирует, что организации не придется сталкиваться с падением доходов и прибылей.